# Harold Urey
Harold Clayton Urey (Walkerton (Indiana), 29 april 1893 – La Jolla (California), 5 januari 1981) was een Amerikaans scheikundige. In 1934 won Urey de Nobelprijs voor Scheikunde voor zijn ontdekking van de waterstofisotoop deuterium.

## Biografie
Urey werd geboren in Walkerton als zoon van de schoolmeester en dominee Samuel Clayton Urey en Cora Rebecca Reinsehl. Zijn vader overleed toen Harold zes jaar oud was; zijn moeder hertrouwde later met een andere dominee. Hij had een zus, Martha, en een broer, Clarence, en twee halfzussen, Florence en Ina. Na de Kendallville High School verkreeg hij in 1911 een docentencertificaat aan het Earlham College. Aansluitend werkte hij drie jaar lang als onderwijzer aan drie verschillende scholen in Indiana en Montana.
Vervolgens ging hij naar de Universiteit van Montana waar hij in 1917 een bachelordiploma behaalde in de zoölogie. Daarna werkte hij twee jaar lang als onderzoekscheikundige in de industrie voordat hij terugkeerde naar Montana als instructeur scheikunde.
In 1921 betrad hij de Universiteit van Californië - Berkeley om te werken onder hoogleraar Gilbert Lewis en waar hij in 1923 promoveerde in de scheikunde. Te Berkeley werd Urey beïnvloed door het werk van de natuurkundige Raymond T. Bridge en besloot om zich aan te sluiten bij Niels Bohr in Kopenhagen om te werken aan de atoomstructuur aan het Instituut van Theoretische Fysica.
Na zijn terugkeer in de Verenigde Staten doceerde hij van 1924 tot 1928 aan de Johns Hopkins-universiteit als Associate in Chemistry en daarna aan de Columbia-universiteit. Na voltooiing van zijn boek met Arthur Ruark, "Atoms, Molecules, and Quanta" – een van de eerste Engelstalige boeken over de kwantummechanica en de toepassing ervan in atomaire en moleculaire systemen – raakte Urey sterk geïnteresseerd in de nucleaire scheikunde. In 1934 werd Urey benoemd tot hoogleraar scheikunde aan Columbia.

## Werk
Vanaf de jaren 1930 begon Urey samen met twee collega's, Ferdinand Brickwedde en George M. Murphy, onderzoek te doen naar isotopen en dan met name op zoek te gaan naar isotopen van waterstof. Hij geloofde dat als er een isotoop zware waterstof bestond die gescheiden kon worden van gewone waterstof door verdamping van vloeibare waterstof. Daar de dichtheid van zware waterstof groter is, zou de lichtere, gewone waterstof als eerste verdampen en bleef er een mengsel achter rijk aan zware waterstof. Beginnend met vier liter vloeibare waterstof bleef na verdamping een milliliter over, die na spectraalanalyse inderdaad de zware waterstofisotoop bevatte. Op deze wijze ontdekte hij in 1932 de waterstofisotoop deuterium, waarvoor hij in 1934 de Nobelprijs verwierf.
In de Tweede Wereldoorlog was Urey directeur van het Substitute Alloys Material Laboratory aan Columbia, een van de drie hoofdafdelingen van het Manhattanproject. Zijn belangrijkste inbreng was de ontwikkeling van de gasdiffusiemethode om uranium-235 te scheiden van uranium-238. Later werd hij een tegenstander van het gebruik van kernenergie voor zowel militaire als vreedzame toepassingen. In 1945 werd hij hoogleraar chemie aan het Fermi Institute for Nuclear Studies van de Universiteit van Chicago en van 1952 tot 1958 was hij Ryerson Professor of Chemistry aan die universiteit.
Na de oorlog legde Urey zich toe op de chemie van het eerste leven en ontwikkelde hij in 1953 met een van zijn studenten, Stanley Miller, het beroemde Miller-Urey-experiment (ook bekend als het oersoepexperiment) waarmee hij wilde aantonen dat onder de veronderstelde omstandigheden op de vroege Aarde vele bouwstoffen van het leven spontaan kunnen ontstaan.
Na een gasthoogleraarschap in Oxford (1956/57) bracht Urey de laatste jaren door in Californië waar hij hoogleraar scheikunde was aan de Universiteit van Californië - San Diego (1958-70, emeritus 1970-81). Hij overleed te La Jolla en werd begraven op de Fairfield begraafplaats in Dekalb Country, Indiana. Hij was getrouwd met Frieda Daum (1898-1992); samen kregen ze drie dochters en een zoon.

## Erkenning
Naast de Nobelprijs werd hij onderscheiden met de Willard Gibbs Medal (1934), de Davy-medaille (1940) van de Royal Society of London, de Franklin Medal (1943), de J. Lawrence Smidth Medal (1962), de Gouden medaille van de Royal Astronomical Society (1966) en de Priestley Medal van de American Chemical Society in 1973. In 1964 ontving hij de National Medal of Science.